# Peter von Danzig (Schiff, 1936)
Peter von Danzig ist der von 1936 bis 1991 verwendete Name einer Yacht, die 1936 vom Akademischen Segler-Verein (ASV) zu Danzig gebaut und nach dem gleichnamigen Schiff aus dem Jahr 1462 benannt wurde. Seit 1992 fährt das Schiff unter dem Namen Peter von Seestermühe.
Sie wurde als eine Yawl für die Teilnahme an der Olympia-Zubringerregatta Bermudas-Cuxhaven, die Ozean-Wettfahrt Bermuda-Cuxhaven 1936, vom Yachtkonstrukteur Henry Gruber entworfen und in Danzig mit einer 6-mm-Beplankung aus U-Boot-Stahl gebaut.
Nach dem Zweiten Weltkrieg gelangte die Yacht zum Akademischen Segler-Verein in Kiel. Dort wurde sie für eine Vielzahl von Hochseereisen eingesetzt, nahm am The Whitbread Round the World Race 1973 teil und gewann drei Mal die höchste Auszeichnung im deutschen Hochsee-Segelsport, den Schlimbach-Preis.
1991 wurde das Schiff an Christoph von Reibnitz verkauft und in Peter von Seestermühe umbenannt. Der bisherige Name Peter von Danzig ging über auf ein neues Schiff, das ab 1992 vom Akademischen Segler-Verein in Kiel genutzt wurde.
In den folgenden Jahren erfolgte eine schrittweise Restaurierung der Yacht, in deren Verlauf auch erstmals ein Motor eingebaut wurde. Ihre Masthöhe beträgt 23 Meter, sie hat 13 Kojen. Die Yacht segelt jetzt in Einzel- oder Gruppencharter.